# Seznam romunskih pesnikov
Seznam romunskih pesnikov.

## A
- Vasile Aaron
- Vasile Alecsandri
- Alexandru Macedonski
- Bartolomeu Anania
- Tudor Arghezi
- Gheorghe Asachi

## B
- Agatha Bacovia
- George Bacovia
- Camil Baltazar
- Maria Banuș
- Aurel Baranga
- Lucian Blaga
- Ana Blandiana
- Geo Bogza

## C
- Mircea Cărtărescu
- Nina Cassian
- Panait Cerna
- Mihai Codreanu
- Dan Coman
- George Coşbuc
- Nichifor Crainic

## D
- Ovid Desusianu
- Mircea Dinescu
- Ştefan Augustin Doinaş
- Ion Druță (Ion Drutse) (1918-2023, Moskva) (moldavski)

## E
- Victor Eftimiu
- Mihai Eminescu

## F
- Radu Flora (Vojvodina)
- Benjamin Fondane (rom. Fundoianu) (romun.-fr.)

## G
- Octavian Goga
- Radu Gyr

## I
- Nicolae Iorga
- Ștefan Octavian Iosif
- Emil Isac
- Magda Isanos
- Isidore Isou (rom.-franc.)
- (George Ivașcu)

## J
- Eugen Jebeleanu (1911-1991)

## L
- Nicolae Labiș
- Diana Lepura

## M
- Ion Mărgineanu

## P
- Anton Pann
- Adrian Păunescu
- Ion Pillat
- Dumitru Radu Popescu
- Elena Liliana Popescu

## S
- Roman Şerban
- Marin Sorescu
- Nichita Stănescu (Nikita Stanesku)

## T
- Gheorghe Tomozei

## U
- Gheorghe Ucenescu (avtor himne)

## V
- Iancu Văcărescu
- Tudor Vianu
- Matei Vişniec